# Neogogatea bubonis
Neogogatea bubonis är en plattmaskart. Neogogatea bubonis ingår i släktet Neogogatea och familjen Cyathocotylidae. Inga underarter finns listade i Catalogue of Life.